# Marquesado de Valhermoso de Pozuela
El marquesado de Valhermoso de Pozuela fue un título nobiliario español creado por el rey Carlos II el 27 de agosto de 1681 por Real Despacho a favor de Lorenzo Fernández de Villavicencio y Benítez, caballero de la Orden de Calatrava, y alcalde perpetuo de los Reales Alcázares de Jerez de la Frontera.
Su nombre se refiere al despoblado de Pozuela, situado en el municipio andaluz de Jerez de la Frontera, en la provincia de Cádiz.
Por Acuerdo del Consejo de Ministros de 27 de julio de 2021, se declaró la nulidad de pleno derecho del Decreto de 9 de julio de 1959, por el que se rehabilitó el título de marqués de Valhermoso de Pozuela, y del correspondiente Despacho de 9 de octubre de 1959. Esto se debió a que el marquesado no cayó en desuso, sino que se elevó a la categoría de ducado, correspondiéndose hoy con el ducado de San Lorenzo de Valhermoso.

## Marqueses de Valhermoso de Pozuela
|                                                            | Titular                                      | Periodo                |
| Creación por Carlos II                                     | Creación por Carlos II                       | Creación por Carlos II |
| ---------------------------------------------------------- | -------------------------------------------- | ---------------------- |
| I                                                          | Lorenzo de Villavicencio y Benítez           | 1681-1707              |
| II                                                         | Lorenzo Antonio Fernández de Villavicencio   | 1707-1741              |
| III                                                        | Lorenzo Fernández de Villavicencio y Spínola | 1741-1795              |
| Rehabilitación por Francisco Franco                        |                                              |                        |
| IV                                                         | Miguel Ángel Gastón y Fernández de Bobadilla | 1959-2015              |
| Anulación de la rehabilitación por el Consejo de Ministros |                                              |                        |

## Historia de los marqueses de Valhermoso de Pozuela
- Lorenzo Fernández de Villavicencio y Benítez (m. Madrid, 30 de noviembre de 1707),[a] I marqués de Valhermoso de Pozuela.[2][3] Hijo de Lorenzo Fernández de Villavicencio, II señor de Valhermoso de Pozuela, y de Ana María Benítez Melgarejo y Dávila, fue corregidor de Toledo y Madrid y mayordomo mayor de la reina Mariana de Austria.[3]

Se casó con Catalina Josefa de Villavicencio y Zacarías. Le sucedió su hijo:
- Lorenzo Antonio Fernández de Villavicencio (Madrid, 1665-Jerez de la Frontera, 1741), II marqués de Valhermoso de Pozuela.[2][3] Le sucedió su hijo:

- Lorenzo Tadeo Fernández de Villavicencio (también llamado Lorenzo Fernández de Villavicencio y Spínola, fallecido el 30 de enero de 1798)[4][2] III marqués de Valhermoso de Pozuela y I duque de San Lorenzo de Valhermoso el 1 de noviembre de 1772.[4]

### Rehabilitación indebida
«A partir de 1795 el título de Marqués de Valhermoso de Pozuela pasa a llamarse Duque de San Lorenzo de Valhermoso, siendo el mismo título. Por desconocimiento de esta circunstancia en 1959 se rehabilita, indebidamente, el título de Marqués de Valhemoso de Pozuela (que estaba ocupado y en uso en la denominación de Duque de San Lorenzo de Valhermoso) a favor de D. Miguel Ángel Gastón y Fernández de Bobadilla, poseedor duplicado del título de Marqués de Valhemoso de Pozuela».
«El ducado de San Lorenzo de Valhermoso fue concedido el 10 de junio de 1795 sobre el título de Marqués de Valhermoso de Pozuela». La Grandeza de España fue concedida al marquesado el 1 de noviembre de 1772 y al conceder el ducado, fue trasladada al ducado.
- Miguel Ángel Gastón y Fernández de Bobadilla (1921-5 de abril de 2015),[5] IV marqués de Valhermoso de Pozuela,[6] V conde del Valle de Oselle, coronel interventor de la Armada, caballero de la Orden de Malta, caballero de la Real Maestranza de Caballería de Zaragoza, hidalgo a fuero de España.[7]

Casó con María del Carmen de Bustos y Téllez-Girón.
Después de su defunción, la sucesión en el título fue solicitada por María de la Soledad Gastón y Osuna y por Ángela Jover Sanz-Pastor. La rehabilitación quedó anulada por Acuerdo del Consejo de Ministros de 27 de julio de 2021.